# Groot-Brittannië op de Olympische Winterspelen 1972
Tijdens de Olympische Winterspelen van 1972, die in Sapporo (Japan) werden gehouden, nam Groot-Brittannië voor de elfde keer deel.

## Deelnemers en resultaten

### Alpineskiën
| Olympiër           | Discipline       | Resultaat | Prestatie                        |
| ------------------ | ---------------- | --------- | -------------------------------- |
| Konrad Bartelski   | afdaling (m)     | 43e       | 2.02,71 (+11,28)                 |
| Konrad Bartelski   | reuzenslalom (m) | dnf       | opgave                           |
| Konrad Bartelski   | slalom (m)       | dnf       | opgave                           |
| Iain Finlayson     | afdaling (m)     | 50e       | 2.06,50 (+15,07)                 |
| Iain Finlayson     | reuzenslalom (m) | dnf       | opgave                           |
| Iain Finlayson     | slalom (m)       | 28e       | 2.10,55 (+21,28) 1.06,86+1.03,69 |
| Alex Mapelli-Mozzi | afdaling (m)     | 37e       | 2.00,28 (+8,85)                  |
| Alex Mapelli-Mozzi | reuzenslalom (m) | dq        | diskwalificatie                  |
| Alex Mapelli-Mozzi | slalom (m)       | dnf       | opgave                           |
| Royston Varley     | afdaling (m)     | 33e       | 1.58,53 (+7,10)                  |
| Royston Varley     | reuzenslalom (m) | dnf       | opgave                           |
| Royston Varley     | slalom (m)       | 26e       | 2.07,85 (+18,58) 1.06,31+1.01,54 |
| Carol Blackwood    | afdaling (v)     | 38e       | 1.44,61 (+7,93)                  |
| Carol Blackwood    | reuzenslalom (v) | 35e       | 1.43,96 (+14,06)                 |
| Carol Blackwood    | slalom (v)       | dnf       | opgave                           |
| Divina Galica      | afdaling (v)     | 26e       | 1.41,58 (+4,90)                  |
| Divina Galica      | reuzenslalom (v) | 7e        | 1.32,72 (+2,82)                  |
| Divina Galica      | slalom (v)       | 15e       | 1.40,50 (+9,26) 51,13+49,37      |
| Gina Hathorn       | afdaling (v)     | 25e       | 1.41,42 (+4,74)                  |
| Gina Hathorn       | reuzenslalom (v) | 14e       | 1.33,57 (+3,67)                  |
| Gina Hathorn       | slalom (v)       | 11e       | 1.36,18 (+4,94) 48,72+47,46      |
| Valentina Iliffe   | afdaling (v)     | 23e       | 1.41,36 (+4,68)                  |
| Valentina Iliffe   | reuzenslalom (v) | 26e       | 1.36,68 (+6,78)                  |
| Valentina Iliffe   | slalom (v)       | dnf       | opgave                           |

### Biatlon
| Olympiër                                               | Discipline             | Resultaat | Prestatie                                                                                            |
| ------------------------------------------------------ | ---------------------- | --------- | --- |
| Keith Oliver                                           | 20 km (m)              | 11e       | 1:20.40,31 (+4.44,81) pen.: 3                                                                        |
| Jeffrey Stevens                                        | 20 km (m)              | 26e       | 1:23.28,95 (+7.33,45) pen.: 4                                                                        |
| Alan Notley                                            | 20 km (m)              | 43e       | 1:28.48,72 (+12.53,22) pen.: 7                                                                       |
| Malcolm Hirst                                          | 20 km (m)              | 53e       | 1:34.55,59 (+19.00,09) pen.: 14                                                                      |
| Malcolm Hirst Keith Oliver Jeffrey Stevens Alan Notley | 4x7,5 km estafette (m) | 11e       | 2:01.38,84 (+9.53,92) pen.: 5-16 (0-2 / 3-6 / 2-4 / 0-4) (28.19,40 / 31.58,85 / 30.53,97 / 30.26,62) |

### Bobsleeën
| Olympiër                                             | Discipline                        | Resultaat | Prestatie                                                |
| ---------------------------------------------------- | --------------------------------- | --------- | -------------------------------------------------------- |
| John Evelyn Peter Clifford                           | 2-mansbob (m) Groot-Brittannië I  | 20e       | 5.09,01 (+11,94) (1.18,60 / 1.17,23 / 1.15,80 / 1.17,38) |
| John Hammond Michael Sweet                           | 2-mansbob (m) Groot-Brittannië II | 17e       | 5.06,96 (+9,89) (1.18,09 / 1.18,18 / 1.15,71 / 1.14,98)  |
| John Evelyn Mike Freeman Malcolm Lloyd Michael Sweet | 4-mansbob (m) Groot-Brittannië I  | 16e       | 4.51,03 (+7,96) (1.12,83 / 1.13,65 / 1.12,55 / 1.12,00)  |
| John Hammond Jackie Price Alan Jones Peter Clifford  | 4-mansbob (m) Groot-Brittannië II | 15e       | 4.50,46 (+7,39) (1.13,00 / 1.12,49 / 1.12,72 / 1.12,25)  |

### Kunstrijden
| Olympiër                       | Discipline | Resultaat | Prestatie                |
| ------------------------------ | ---------- | --------- | ------------------------ |
| Haig Oundjian                  | mannen     | 7e        | pc. 65,0; 2538,8 punten  |
| John Curry                     | mannen     | 10e       | pc. 85,0; 2512,2 punten  |
| Jean Scott                     | vrouwen    | 11e       | pc. 101,0; 2436,8 punten |
| Linda Connolly Colin Taylforth | paarrijden | 14e       | pc. 126,0; 360,6 punten  |

### Langlaufen
| Olympiër         | Discipline | Resultaat | Prestatie              |
| ---------------- | ---------- | --------- | ---------------------- |
| Keith Oliver     | 30 km (m)  | 54e       | 1:54.10,60 (+17.39,45) |
| Terence Palliser | 15 km (m)  | 59e       | 54.11,98 (+8.43,74)    |
| Terence Palliser | 30 km (m)  | 55e       | 1:54.39,41 (+18.08,26) |
| Peter Strong     | 15 km (m)  | 60e       | 54.41,99 (+9.13,75)    |
| Harold Tobin     | 15 km (m)  | 61e       | 56.05,05 (+10.36,81)   |
| Frances Lütken   | 5 km (v)   | 42e       | 19.40,17 (+2.39,67)    |
| Frances Lütken   | 10 km (v)  | 39e       | 40.02,73 (+5.44,91)    |

### Rodelen
| Olympiër                                   | Discipline | Resultaat | Prestatie                                        |
| ------------------------------------------ | ---------- | --------- | ------------------------------------------------ |
| Jonathan Woodall                           | mannen     | 34e       | 3.40,15 (+12,57) (55,11 / 55,21 / 54,78 / 55,05) |
| Jeremy Palmer-Tomkinson                    | mannen     | 40e       | 3.43,61 (+16,03) (57,23 / 55,59 / 55,36 / 55,43) |
| Richard Liversedge                         | mannen     | 42e       | 3.46,49 (+18,91) (57,38 / 57,08 / 55,71 / 56,32) |
| Rupert Deen                                | mannen     | 43e       | 3.55,54 (+27,96) (59,21 / 59,65 / 58,10 / 58,58) |
| Stephen Marsh Jonathan Woodall             | dubbel     | 19e       | 1.33,82 (+5,47) (46,77 / 47,05)                  |
| Michel de Carvalho Jeremy Palmer-Tomkinson | dubbel     | 20e       | 1.34,59 (+6,24) (47,09 / 47,50)                  |

### Schaatsen
| Olympiër      | Discipline   | Resultaat | Prestatie           |
| ------------- | ------------ | --------- | ------------------- |
| John Blewitt  | 1500 m (m)   | 37e       | 2.18,96 (+16,00)    |
| John Blewitt  | 5000 m (m)   | 26e       | 8.16,75 (+53,14)    |
| John Blewitt  | 10.000 m (m) | 23e       | 16.51,50 (+1.50,15) |
| David Hampton | 500 m (m)    | 24e       | 42,59 (+3,15)       |
| David Hampton | 1500 m (m)   | 29e       | 2.14,60 (+11,64)    |
| David Hampton | 5000 m (m)   | 22e       | 8.07,85 (+44,24)    |
| David Hampton | 10.000 m (m) | 20e       | 16.39,01 (+1.37,66) |

Argentinië · Australië · België · Bondsrepubliek Duitsland · Bulgarije · Canada · Duitse Democratische Republiek · Filipijnen · Finland · Frankrijk · Griekenland · Groot-Brittannië · Hongarije · Iran · Italië · Japan · Joegoslavië · Libanon · Liechtenstein · Mongolië · Nederland · Nieuw-Zeeland · Noord-Korea · Noorwegen · Oostenrijk · Polen · Roemenië · Sovjet-Unie · Spanje · Taiwan · Tsjecho-Slowakije · Verenigde Staten · Zuid-Korea · Zweden · Zwitserland